# معدل تسليم الهواء النقي

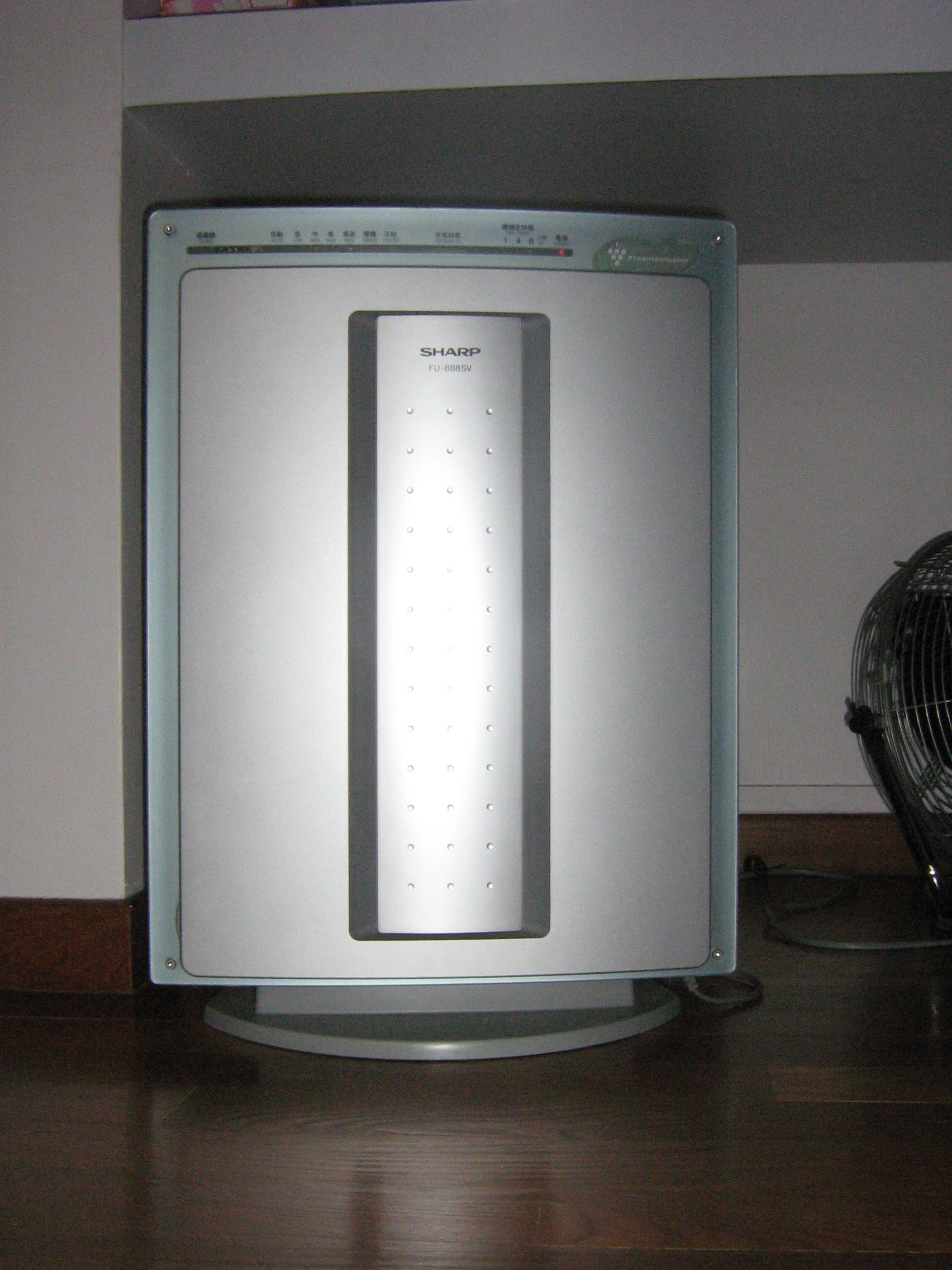
منقي هواء من إنتاج شركة شارب.

معدَّل تسليم الهواء النقي (CADR) هو تقييم معياري يحدد للمستهلك مستوى كفاءة أجهزة تنقية الهواء في التخلص من الملوثات في الأماكن المغلقة، مع الأخذ بالاعتبار حجم الغرفة وكمية الهواء النقي المنتجة في الدقيقة الواحدة.
ويقيس المعيار كمية الهواء النقي المنتج بوحدة القدم المكعب في الدقيقة الواحدة لغرفة من حجم محدد، بعد تنقية الهواء من ثلاثة أنواع أساسية من الملوثات، باعتبارها العوالق الأكثر شيوعًا وارتباطًا بالحالات الصحية الشائعة، مثل الغبار لأمراض الربو وغبار الطلع لأمراض الحساسية، والدخان وما يرتبط به من تدخين سلبي.
ووضعت المعيار الرابطة الأمريكية لمصنعي الأجهزة المنزلية (AHAM)، تحت الاسم (ANSI/AHAM AC-1-2015)، ويعد منذ نسخته لعام 2002 ذات الاسم (ANSI/AHAM AC-1-2002) معيارًا معتمدًا على المستوى القومي و«المقياس التوافقي الوحيد لمنقيات هواء الغرف».
وتعمد الرابطة إلى وضع ملصق على العبوات الخارجية لأجهزة تنقية الهواء تحدد أرقام (CADR) لثلاثة ملوثات، هي الدخان وغبار الطلع والغبار. وكلما كان كل رقم كبيرًا، كلما أفصح ذلك عن كمية الهواء التي بوسع الجهاز تنقيتها خلال دقيقة واحدة، بحسب نوع الملوث. فـ«إذا كان أحد أجهزة تنقية الهواء يحتوي على معدل مرتفع لغبار الطلع، فسيكون المستهلك المصاب بحساسية من غبار الطلع أكثر ميلاً لاختيار جهاز تنقية الهواء هذا لمنزله. يمكن أن يكون لجهاز تنقية الهواء معدل تسليم هواء نقي CADR مرتفع فيما يتعلق بدخان التبغ، لذلك فإن المالك الذي يعيش مع مقيمين يدخنون السجائر في الداخل يمكنه اختيار جهاز تنقية الهواء هذا لتلبية احتياجاته».
ويُعرّف المعيار جسيمات الدخان بأنها ذات الحجم من 0.09–1.0 مكم، وجسيمات الغبار بين 0.5–3 مكم، وجسيمات غبار الطلع بين 5–11 مكم.
ولا يعد معدَّل تسليم الهواء النقي المعيار الوحيد للقارنة بين أجهزة تنقية الهواء أو ملاءمتها لحاجة المستهلك، إذ تتمايز أيضًا بمعدلات (MPR) و (MERV)، وأنواع المرشحات المستخدمة فيها، وقدرتها على التقاط الذريرات ذات الأقطار الأقل من 2.5 مكم، وحجم الضوضاء الصادرة عنها، وحجم استهلاك الطاقة، عدا عن المميزات المضافة مثل تطبيقات الأجهزة الكفية وأجهزة التحكم عن بعد والبرامج الذكية المدمجة.